# Jean-Alexis Cornu
Jean-Alexis Cornu est un peintre, graveur et dessinateur français né le 8 juillet 1755 à Etrepigney et mort le 25 juillet 1807 à Vesoul.
Il réalisa de nombreux tableaux de paysages de la ville de Besançon,.

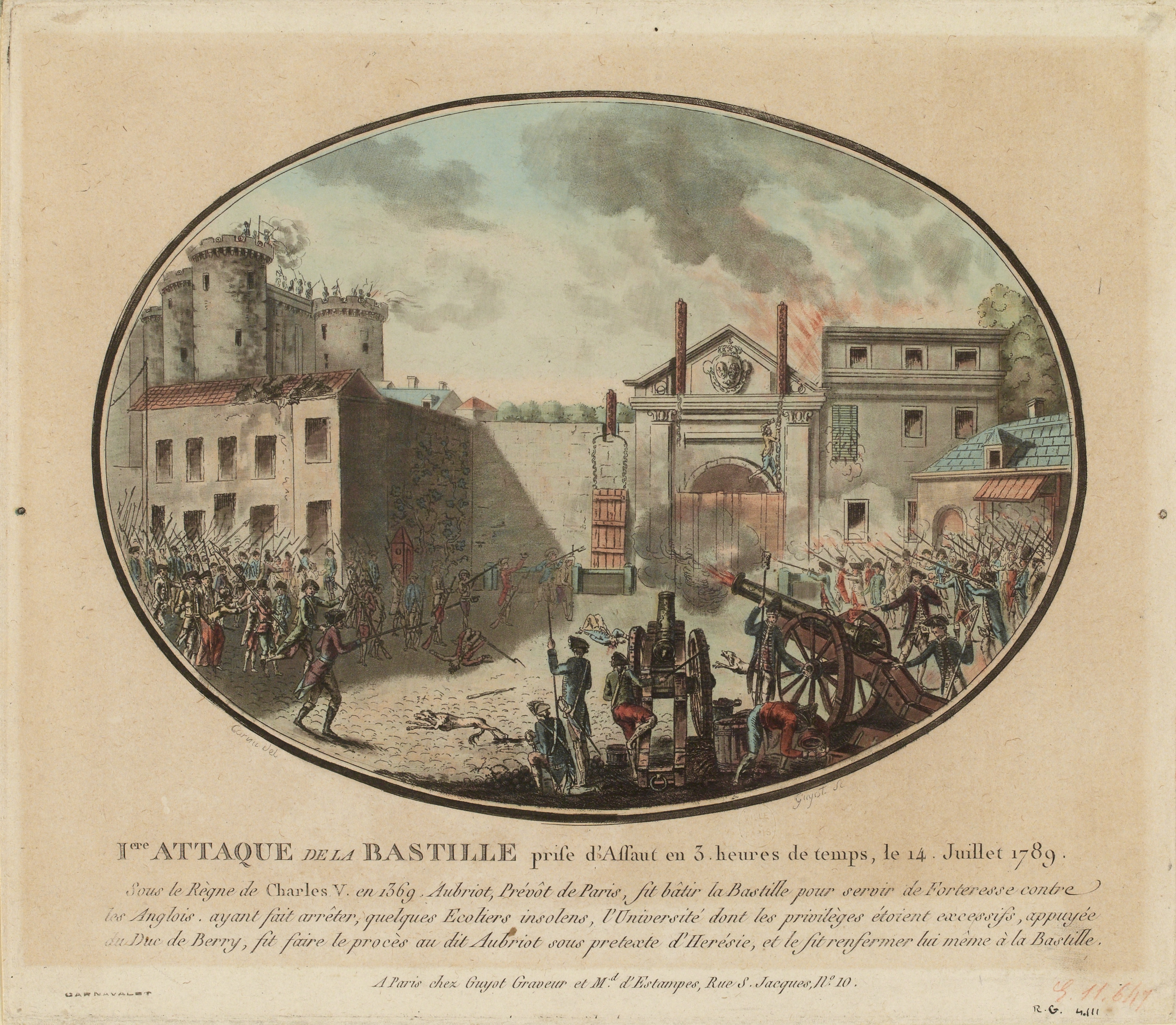
Iere attaque de la Bastille prise d'assaut en 3 heures de temps, le 14 juillet 1789, eau-forte de Laurent Guyot d'après Jean-Alexis Cornu.